# Харбинский юридический факультет
Харбинский юридический факультет — русское эмигрантское высшее учебное заведение, существовавшее с 1920 по 1937 г. в Харбине и располагавшееся в здании Железнодорожного собрания.

## Предпосылки создания Юридического факультета в Харбине[2]
С начала XX в. Харбин являлся центром крупнейшей русской диаспоры в Восточной Азии. В 1899 г. в нём проживало около 14 тыс. чел., в 1903 г. — более 44 тыс. чел., а к концу 1910-х гг. насчитывалось 70 тыс. населения. К 1914 г. русские составили 64,5 % от общего числа жителей Харбина. Русское население Харбина обладало высоким процентом грамотности и образованности (53,9 %), что было характерно для крупных железнодорожных поселений. По мировым стандартам Харбин находился приблизительно на одном уровне по грамотности населения с Венгрией, Австрией, Болгарией, в то время как Россия официально признавала, что грамотной является чуть более 1/5 часть населения.
Русским харбинцам было очень важно, чтобы их дети получали приличное образование. В 1912 г. не менее 9 % мужского населения города были учащимися. К 1910 г. КВЖД открыло 12 русских учебных заведений, которые считались лучшими школами на русском Дальнем Востоке. Их выпускники получали возможность продолжить образование в вузах Российской империи, поэтому отсутствие подобных учреждений в Харбине не являлось в начале XX в. серьёзной проблемой для российских семей.
В начале 20-х годов ситуация изменилась. Харбин принял тысячи беженцев. В 1918 г. российских подданных в городе насчитывалось 38 024 чел., а к 1 января 1921 г. их численность выросла в 4,5 раза и вместе с русским населением полосы отчуждения КВЖД составляла 288 225 чел. Однако в начале 20-х годов имела место широкая реэмиграция русских из Китая в другие государства. И уже в 1923 г. численность населения этого русского города уменьшилась до 127 тыс. чел. Тем не менее, в Харбине было много молодёжи. Одной из забот семей беженцев заключалась в обеспечении детям высшего образования. В целом, в начале 1920-х гг. в харбинских русских учебных заведениях обучалось 6 тыс. чел. Всем им ещё предстояло получить профессию. Но из-за разрыва связей после 1917 г. молодые люди не имели возможности продолжить учёбу в вузах России. В Харбине существовало Русское студенческое общество (1917—1935 гг.), которое объединяло тех юношей и девушек, которые не успели завершить из-за войны и революции своё высшее образование в институтах империи: членами его состояло более 1 тыс. чел.
Однако для организации вуза не хватало преподавательских кадров. Впервые вопрос об организации в Харбине высшего учебного заведения был поставлен в 1915 г. Но реальные шаги для его создания сделаны только в 1918 г. 27 июня 1918 г. был образован «Комитет по учреждению высшего учебного заведения в Харбине» под руководством директора Коммерческих училищ КВЖД Н. В. Борзова. От комитета в Томск отправилась комиссия для обсуждения с профессурой Томского университета и Томского Технологического института возможности организации в Харбине Политехникума с экономическим отделением. Но профессора отказались выезжать в Харбин для чтения лекций.
Из-за сложной политической ситуации на КВЖД открыть вуз удалось только в начале 1920-х гг. Несмотря на потребности КВЖД в технических специалистах, первый вуз Харбина имел гуманитарный характер. По мнению историографа системы образования Харбина Н. П. Автономова, будущий Юридический Факультет возник случайно. Нехватка юристов с ориентальной подготовкой в полосе отчуждения КВЖД и эмиграция из России сыграли роль решающего фактора. Дело в том, что в результате разгрома Колчака в конце 1919 г. В Харбине оказалась большая группа профессоров Омского сельскохозяйственного института и других вузов. К ним обратились жители Харбина с просьбой, прочесть ряд познавательных лекций, как это было в традиции харбинской жизни. А у преподавателей возникла мысль о систематическом чтении лекций — как для первого курса вуза. Они обратились к Н. В. Борзову с просьбой об организационном и материальном содействии. В результате этого сотрудничества и возникли Высшие Экономико-Юридические Курсы, которые начали работу 1 марта 1920 г. по программе 1-го курса российских юридических факультетов. Читались лекции по общей теории права (проводились и практикумы), римскому праву, государственному праву, политэкономии, истории экономических учений. В перспективе предполагалось развернуть их либо в Юридический факультет, либо в Коммерческий институт. В 1922 г. курсы преобразовались в Юридический факультет Харбина.

## История Юридического факультета Харбина
Стоит говорить о двух этапах в истории вуза. 1920—1929 г. — это этап развития высшего учебного заведения по восходящей линии, когда разрабатывался его учебный план, определялась структура и источники финансирования, складывался педагогический коллектив и формировалась система управления. С 1929 по 1937 г. чётко прослеживается нисходящая тенденция, повлёкшая ликвидацию вуза.
У истоков курсов стоял их первоначальный руководитель — Н. В. Устрялов. Лекции читали Г. К. Гинс, Н. И. Петров, М. В. Абросимов, Н. А. Стрелков. К июлю 1920 г. была пройдена программа 1-го курса при 20-ти недельных часах занятий. Общее количество учащихся составляло 98 чел. (75 студентов и 23 вольнослушателя).
В 1920—1921 гг. преподавательский коллектив пополнился квалифицированными кадрами: в Харбин приехали Н. И. Миролюбов (профессор, цивилист, окончил Казанский университет), В. В. Энгельфельд (профессор ГДУ и Пекинского института русского языка), В. И. Сурин (выпускник и преподаватель Академии Генерального штаба, руководитель Экономического бюро КВЖД) и М. Э. Гильчер (известный юрист-практик, присяжный поверенный, выпускник Новороссийского университета, специалист по римскому праву, слушатель Гейдельбергского, Маргбурского и Парижского университетов), Г. К. Гинс (римское и торгового право). В 1921—1922 академических годах на факультете стали преподавать такие видные юристы, как В. А. Рязановский, Н.И. Кохановский (специалист по истории финансов и финансовому праву), В. В. Ламанский, Н. И. Никифоров и Н. Д. Миронов. В 1925 году факультет приглашал Михаила Яковлевиче Пергамента — бывшего профессора СПбУ и Петроградского университета, бессменного декана Юридического факультета Высших (Бестужевских) Женских курсов, проживавшего в эмиграции в Китае — на экономическое отделение по кафедре современного гражданского права. Однако по материальным соображениям М. Я. Пергамент от предложения отказался и в Харбин не приехал.
В 1921 г. Деканом был избран Н. И. Миролюбов.
В 1922 г. Совет Курсов установил отношения с Государственным Дальневосточным университетом. Харбинцы просили о допуске своих выпускников к испытательным экзаменам в университете (то есть о выдаче полноценных дипломов). ГДУ утвердил особую Испытательную комиссию в составе шести профессоров ГДУ и Курсов под руководством В. А. Рязановского.
По свидетельству Н. П. Автономова, с ноября 1922 г., когда Приморье вошло в состав Советской России, связи с ГДУ были потеряны, и харбинская Испытательная комиссия Юридического Факультета взяла на себя право и ответственность выдавать дипломы. В 1925 г. Её состав был утверждён правлением «Союза русских академических организаций за границей» в Праге.
Два года существования Курсов подтвердили их жизнеспособность и нужность краю. В 1920—1922 гг. они стали получать субсидии КВЖД, Харбинского Общественного управления, железнодорожного собрания и Биржевого Комитета — по 8 тыс. зол. руб. в год. Совет профессоров получил возможность выработать смету и определить учебный план на последующие годы. И 8 июля 1922 г. Высшие Экономико-Юридические Курсы были переименованы в Юридический факультет.
Совет профессоров факультета руководствовался программой и порядком Общего Университетского Устава 1884 год с последующими дополнениями. Это был образец типичного русского юридического вуза. Образуются 12 кафедр: римское право и судопроизводство, гражданское право, торговое право, уголовное право, история русского права, государственное право, международное право, административное право, финансовое право, каноническое право, политэкономия и статистики, энциклопедия и история философии права.
Однако сосуществование русской колонии Харбина и КВЖД с чуждой этнокультурной средой наложило отпечаток на формирование программы факультета. С 1923 г. в преподавание вводится краеведческий уклон и элементы востоковедения — преподавание китайского права: государственного и административного, гражданского права и процесса, уголовного права и процесса и торгового права. После восстановления связей с СССР в учебную программу вуза вошёл цикл дисциплин по советскому праву.
В 1924 г. деканом факультета был избран В. А. Рязановский.
С 1923 г. состоялась первая командировка преподавателя факультета доцента Абросимова в Европу.
25 января 1924 года состоялся выпуск первых шести студентов, благополучно окончивших полный курс юридического факультета.
В 1924 году в связи с заключением советско-китайского соглашения советская администрация вступила в управление КВЖД. Администрация оставила за факультетом право пользоваться помещением в Коммерческом училище дороги и расширила финансовую помощь. Были внесены кредиты на библиотеку, командировки, издательство. Библиотека юридического факультета на 1929 год насчитывала до 4000 томов.
Важное значение на юридическом факультете имели публичные заседания Совета профессоров. На них кроме доклада декана о положении дел на факультете в отчётном году, выносились и научные сообщения. Например, актовая речь профессора Г. Г. Тельберга «Идея войны в новом международном праве» (1 марта 1927 года), доклады Г. К. Гинса «Право — фактор прогресса» (12 января 1925 года) и «Новое право» (29 ноября 1937 года).
После набора всех 4-х курсов в 1924 г. годовая смета вуза составила 30 тыс. зол. руб. в год. И в 1925 г. Юридический факультет открыл Экономическое отделение.
Происходит рост численности студентов (в 1925 г. количество слушателей вместе с курсантами превышало 1 тыс. чел). Правление Комитета освобождало от платы слушания лекций до 25 % студентов. Вплоть до начала 30-х годов руководство терпимо относилось к денежным задолженностям студентов. Таким образом, Юридический факультет открывал беднейшему юношеству возможность получить высшее образование.
Увеличилось количество преподавателей. К середине 1920-х гг. преподавательская корпорация насчитывала более 80 чел. Весь коллектив вёл большую научно-исследовательскую работу. В 1925 г. начал выходить сборник научных трудов — «Известия Юридического Факультета». В 1925 г. состоялась научная командировка В. В. Энгельфельда в Америку и Европу для установления связей с вузами мира и защиты в Париже магистерской диссертации, как и в 1928 г. Н. И. Никифорова в Прагу.
Март 1929 г., когда вышел приказ № 107 управления Главноначальствующего ОРВП о превращении частного Юридического факультета в государственный — это отправная точка второго этапа. Вуз получил новое название — «Юридический факультет Особого Района Восточных Провинций». Произошли изменения в управлении: оно было перестроено по образу китайских вузов. Ликвидировались Комитет, правление, профессорский дисциплинарный суд. Был назначен ректор-китаец Чжан Гочен, который утверждал декана. В. А. Рязановский отказался занимать этот пост, и его заменил В. В. Энгельфельд. Остался Совет профессоров. Но китайская администрация решила поделить факультет на русскую и китайскую части.
Юридический факультет как особый русский вуз по европейскому образцу перестал существовать. Ситуация была сложная. Русское отделение лишалось поддержки КВЖД. Тем более что китайское руководство взяло курс на выдавливание русского студенчества из института: студенты-первокурсники должны были слушать лекции на китайском языке, а старшекурсники обязаны погасить все задолженности. Как итог, не был набран первый курс.
Одновременно из слушателей подготовительных китайских курсов создавался параллельный факультет. После их окончания курсисты не были приняты на русский факультет: из них сформировали 1-й курс китайского Экономического отделения.
Осенью 1929 г. уже шли разговоры о переезде русской профессуры в Шанхай и ликвидации вуза. Но был найден компромисс: преподаватели читают лекции на китайском факультете, а русские студенты получают возможность окончить образование.
Однако жизнь внесла свои коррективы. Буквально через месяц после реформы выяснилось, что студенты-китайцы оказались не подготовлены слушать даже упрощённые лекции на русском языке. И администрация договорилась с преподавателями, что русским будет позволено окончить вуз, а китайцы будут слушать лекции через год. Как писал Н. П. Автономов: «Профессорские гонорары понизились до размера карманных расходов, но студенты получили возможность окончить образование».
Таким образом, Юридический факультет разделился на китайскую и русскоговорящую части. Однако русское отделение сохранило свою академическую автономию, поскольку китайская администрация устранилась от участия в судьбе студентов-эмигрантов. Её интересовало, как нам кажется, сохранение педагогического коллектива, поэтому она оставила за собой право курировать лишь финансово-хозяйственные вопросы. Несмотря на сложное материальное положение, Юридический факультет продолжал издавать свои «Известия». Однако, если до 1928 г. томов было 8, то теперь — до 1938 г. — лишь 4.
В 1929 г. состоялись две (последние в истории факультета) командировки в Европу: Г. К. Гинс в Париже защитил магистерскую диссертацию по гражданскому праву, а Н. Е. Эсперов там же выдержал магистерский экзамен и получил звание приват-доцента.
В дальнейшем, факультету пришлось самому присваивать звания экстраординарных профессоров и приват-доцентов, учитывая продолжительность и характер преподавания в вузах и отзывы специалистов о научной работе кандидатов.
Работать факультету было очень сложно. Он был лишён прекрасного бесплатного помещения в Коммерческих училищах. Систематически задерживалось жалование. В феврале 1930 г. проф. В. В. Энгельфельд подал в отставку с должности декана, и его заменил Н. И. Никифоров (вплоть до 1937 г.).
С возникновением в 1932 году Маньчжоу-го в работе русского Юридического факультета обозначились новые перспективы. Японцы возвратили русской администрации функции финансового контроля над вузом. Факультет даже вновь получил бесплатное помещение. Однако крупнейший русский вуз Маньчжурии вошёл в свой ликвидационный период. Критической точкой послужил раскол в профессорской корпорации в июне 1934 года между эмигрантской и симпатизировавшей СССР группами (не группировками !). 1 июля 1934 года профессора и преподаватели, принявшие советское гражданство, или приехавшие из СССР (В. А. Рязановский, Е. М. Чепурковский, Н. В. Устрялов, М. Н. Ершов, А. А. Камков, В. И. Сурин, А. И. Гражданцев, Н. А. Сетницкий, Н. Н. Трифонов), оставили факультет. Попытка заменить ушедших коллег новыми членами успеха не имела.
На положение факультета повлияли также обеднение студенчества и отлив эмигрантов из Харбина. Чтобы спасти положение руководство факультета предприняло попытку слияния 1 марта 1936 году с Педагогическим институтом. Но это не облегчило ситуацию, и 1 января 1937 года перестал существовать Педагогический институт, а 1 июля 1937 года закрылся и Юридический Факультет. Его Коммерческое отделение до некоторой степени возродилось в Высшем Коммерческом Институте при Бюро Русских Эмигрантов в Маньчжурии, открытом в апреле 1937 года, и которому Юридический факультет помогал разрабатывать учебный план. После закрытия последнего в Высший Коммерческий институт перешли работать Г. К. Гинс, К. О. Зайцев, Н. И. Никифоров, И. И. Гогвадзе и Л. Г. Ульяницкий).

## Структура и учебный план Юридического факультета Харбина
Структура и учебный план Юридического факультета Харбина не была неизменной. Юридический факультет состоял из двух отделений: юридического и экономического. Учебный план Юридического отделения являлся слепком с учебных планов дореволюционных юридических вузов и практически не менялся с 1925 по 1937 г., за исключением добавленных в 1923 г. курсов по китайскому праву, а с 1926 г. — советскому праву. Учащимся предлагались курсы по разным отраслям права (римское право, общая теория права, государственное, гражданское, уголовное, административное, церковное, торговое, финансовое, международное право, уголовное судопроизводство), истории русского права, истории философии права, политэкономии, статистике. Востоковедческие дисциплины (китайское гражданское право и китайское уголовное право) вводились на последнем курсе. Их преподавание занимало на 4-м курсе 1/4 обязательного учебного времени. Из дополнительных курсов предлагались ряд коммерческих и железнодорожных дисциплин, а также английский и латинский языки и любые курсы Экономического отделения.
Подобное разнообразие предметов могло бы послужить упрёком новому институту. Однако, упреждая недоумение по этому поводу юристов и старой, и новой (советской) школы, В. А. Рязановский в 1924 г. объяснил такую многоплановость: нет понятий «старое» и «новое» право; право едино и развивается. А для высшей школы любой отрасли науки главная задача — не сколько дать новые знания, сколько обобщить основные начала науки и познакомить студента с научным методом. «Старое» русское право действовало среди харбинских эмигрантов, китайское право необходимо изучать, поскольку специалисту придётся работать в Китае, а по советскому праву жил 150-миллионный народ, и нужно ознакомить слушателей с состоянием советского законодательства их родины.
Экономическое отделение состояло из железнодорожно-коммерческого и восточно-экономического. Впоследствии первый разделился на железнодорожный и коммерческий. С 1-го по 3-й курсы обязательные предметы для обоих циклов были одни и те же и включали дисциплины по различным отраслям права (объём практический такой же как на юридическом отделении), а также расширенную программу по экономическим и коммерческим предметам (политэкономия, история экономических учений, история хозяйственного быта, всеобщая история, общая теория права, статистика, коммерческие вычисления, экономическая география, счетоведение, русская история, государственное право, гражданское право, административное право, социология, финансовая наука, торговое право, международное право, уголовное право, экономическая политика, русская коммерческая корреспонденция, английский язык и китайский язык). С осеннего семестра 1925 г. для первых курсов обоих отделений Юридического Факультета был введён разговорный китайский язык в рамках факультатива. Однако для восточно-экономического цикла его изучение являлось обязательным: по 5 часов в неделю с 1-го по 3-й курс с практическими занятиями на 3-м курсе. Тем не менее, лекторам И. Г. Баранову и Б.Цзун-мяню записалось много слушателей других специальностей, чтобы изучать пекинское наречие.
Специализация на экономическом отделении окончательно определялась на 4-м курсе. Теперь программы циклов совершенно не совпадали. Будущие железнодорожники и экономисты изучали сложные коммерческие дисциплины и предметы по железнодорожному делу (высшая математика организация, частного предприятия, спецкурс политэкономии (банки и биржи), гражданский и торговый процесс, железнодорожное дело, счетоводство железных дорог, железнодорожное хозяйство и английский язык).
Студенты-восточники посвящали своё учебное время только курсам с востоковедческим уклоном. В конце 20-х-начале 30-х гг. к ним добавились этнография Восточной Азии, история культуры Китая, государственное и гражданское право Японии, международные отношения Восточной Азии, её пути сообщения, экономика хозяйства, торговли и промышленности Маньчжурии. Многие из них появились в связи с японской оккупацией. Со второй половины 1920-х гг. востоковеды-экономисты имели право выбирать китайский или японский язык для изучения. Однако, по свидетельству преподавателей Института Ориентальных и Коммерческих наук, к концу 1920-х гг. ни одно учебное заведение, кроме ИОКН японскому языку не обучало. То есть можно предположить, что японский язык до 1932 г. на Юридическом Факультете не преподавался. Курс китайского языка до 4-го курса читался по 5 часов, а после — по 10 часов в неделю. Существовал ряд дополнительных курсов, в числе которых были сибиреведение, мировоззрение народов Востока, история Монголии, общее право монголов, китайское уголовное право и экономические дисциплины. Можно было изучать и предметы Юридического отделения.
Учебный план слушателей младших курсов восточно-экономического цикла строился на изучении коммерческих и историко-правовых дисциплин, которое к 4-му курсу практически завершалось. Одновременно преподаванию английского и одного из восточных языков отводилось почти равное количество занятий. На 4-м курсе картина совершенно иная: упор в обучении делается на предметы востоковедения (30 % от всей программы). Сокращается количество занятий по английскому языку, зато для изучения восточного языка предоставляется в два раза больше часов. В целом, ориенталистике отводилось 81 % учебного времени на последнем курсе, то есть происходит интенсивная подготовка по многом отраслям гуманитарного знания (право, история, экономика, лингвистика стран Востока), которая позволила бы выпускникам вуза встроиться в местный рынок труда.
В общей программе восточно-экономического цикла востоковедение занимало 37 % учебного времени. Изучению коммерции и юриспруденции отводилось соответственно 24 % и 25 %, а английскому языку — 14 %.
По словам В. А. Рязановского, целью открытия в 1925 г. восточно-экономического цикла являлась подготовка образованных специалистов в различных областях и, главным образом, в экономической здесь на месте. «Наша цель скромнее и практичнее, — подчеркивал декан, — для экономиста, желающего работать на Дальнем Востоке, мы даем сведения… и будем учить его разговорному и затем уже современному литературному языку (китайскому, ниппонскому), не стремясь делать его глубоко образованным лингвистом».

## Численность студентов Юридического факультета Харбина
Практическая направленность обучения на Юридическом факультете вызвала большой интерес у харбинцев. Так первый набор слушателей в 1920 г. составил 98 чел. (75 студентов и 23 вольнослушателя). В вуз принимались лица со средним образованием, обоего пола и без ограничения возраста.
Обучение было платным и составляло в начале 1920-х гг. 300 романовских руб. в год, затем — 150 йен. В 1930-е гг. плата колебалась от 130 до 140 маньчжурских долл. (около 100 зол. руб).
Таблица 1
| годы      | количество человек |
| --------- | ------------------ |
| 1920      | 98                 |
| 1920/1921 | 91                 |
| 1921/1922 | 179                |
| 1922/1923 | 155                |
| 1923/1924 | 260                |
| 1924/1925 | 512                |
| 1925/1926 | 524                |
| 1926/1927 | 762                |
| 1927/1928 | 829                |
| 1928/1929 | 636                |
| 1930      | 187                |
| 1931      | 183                |
| 1932      | 188                |
| 1933      | 138                |
| 1934      | 140                |
| 1935/1936 | 135                |
| 1937      | 70                 |

Данные таблицы свидетельствуют о количественных изменениях численности студентов: её росте и падении. Рост численности студентов стабильно продолжался в течение почти десяти лет, и в 1929 г. она по сравнению с 1920 г. увеличилась почти в 6,5 раз. Наибольший рост приходился на 1926/1927 и 1927/1928 гг., когда число студентов увеличилось в 7,8 и 8,5 раза по сравнению с 1920 г. Уменьшение количества студентов начинается с 1930 г., и в течение трёх лет их численность держится на уровне 188—183 чел., то есть по сравнению с 1929 г. она упала более, чем в 3 раза. Снижение продолжается и в последующие годы, и в 1937 г. На юридическом факультете Харбина обучаются только 70 студентов, и данный показатель на треть меньше по сравнению с данными набора в первый год функционирования вуза. А если сравнить численность учащихся 1937 г. с данными за 1927—1928 и 1928—1929 гг., то она составила соответственно 8,4 % и 11 % от состава студентов тех лет.
Рост численности студентов в 1920-е гг. связан с оживлением хозяйственной жизни в полосе отчуждения КВЖД и увеличением спроса на специальное, в том числе и ориентальное образование. С 1929 г. после подчинения вуза китайским властям и запрета набирать первый курс приток слушателей иссяк. С образованием Маньчжоу-го, когда Юридический факультет получил некоторое послабление от японских властей, вероятно, набирается 1-й курс и увеличивается количество студентов.
Интересно распределение слушателей по специальностям: в 1925 г. юристов было набрано 250, а экономистов — 260 чел. В 1926—1927 гг. первых было уже меньше в 1,4 раза (180 чел.), а число вторых выросло в 1,6 раз и достигло 412 чел. В 1927—1928 гг. на юридическом отделении училось всего 140, на экономическом же прирост составил — 55 % (228 чел.) Как нам представляется, произошёл определённый спад спроса на классическое юридическое образование, и наблюдалось увеличение спроса на экономистов с практическими юридическими и ориентальными навыками.
Качество и требования к подготовке специалистов были достаточно высоки. В 1922 г. ГДУ согласился признавать свидетельства (зачёты и практикумы) Юридического факультета. С 1925 г. такое же согласие высказали другие советские вузы (Иркутский, Томский и Московский университеты).

## Преподавательская корпорация Юридического факультета Харбина
Большой спрос на специальности Юридического факультета и доверие к качеству знаний были обусловлены тем, что в его стенах работали замечательные учёные и педагоги, большинство из которых закончило вузы в центральной части России и прослушало курсы лучших зарубежных университетов (в Кембридже, Гейдельберге, Париже, Марбурге, Берлине, Страсбурге и Лондоне). В разные годы на факультете работало более 80 чел. На Юридическом факультете преподавали 16 профессоров, 2 доцента и 5 приват-доцентов.
Юридические дисциплины преподавали такие корифеи права, профессора, как Г. К. Гинс, К. И. Зайцев, Н. И. Миролюбов, М. Н. Ершов, В. А. Овчинников, Н. И. Кохановский, В. А. Рязановский, Г. Г. Тельберг, Н. В. Устрялов, В. В. Энгельфельд и другие. Профессор В. В. Ламанский читал экономическую географию. Экономические и коммерческие дисциплины находились в ведении доцентов М. В. Абросимова и А. Н. Витта и преподавателей И. И. Серебренникова (одного из известнейших сибиреведов и статистиков), Н. А. Сетницкого, Е. Е. Яшнова. Железнодорожное дело читали Н. Х. Нилус и А. А. Неопиханов.
Английский язык студентам преподавали И. Г. Круглик и Ф. Г. Уйтик (оба выпускники английских вузов). Исторические науки читал проф. Н. И. Никифоров, а богословие — епископ Хайларский о. Димитрий (Н. Ф. Вознесенский). Выпускник Страсбургского университета, доктор филологии по санскритской словесности, проф. Н. Д. Миронов преподавал латынь.
В 1923 г. Юридический факультет пригласил выдающегося японоведа, профессора Восточного Института и ГДУ Е. Г. Спальвина прочесть курс новейшей истории Японии. Но он успел прочесть только вступительную лекцию и скоропостижно скончался.
Для преподавания востоковедения в 1924 г. Юридический факультет пригласил И. Г. Баранова, известного в Маньчжурии синолога, который за всю историю вуза читал курсы китайского языка, китайской литературы, истории культуры Китая, торговых обычаев Китая, географии и этнографии Китая и Маньчжоу-Го. Китайский язык преподавали также С. Н. Усов, и В. Г. Зейберлих, окончившие Юридический факультет.
В 1924—1925 гг. приват-доцент В. И. Сурин, ещё с 1921 г. читавший статистику, начал преподавать экономику Маньчжурии, экономику и географию Восточной Азии.
С 1926 г. на Юридический факультет пришёл профессор Е. М. Чепурковский. С 1912 по 1918 гг. Е. М. Чепурковский являлся приват-доцентом Московского Университета, в 1923—1926 гг. — профессором ГДУ. В 1928—1929 гг. выпускник Санкт-Петербургского университета Г. Г. Авенариус, преподаватель харбинского Института Ориентальных и Коммерческих наук, читал историю Восточной Азии.
Другой выпускник Факультета Восточных языков Санкт-Петербургского университета К. В. Успенский с 1928 г. до 1937 г. преподавал китайский (а по другим сведениям — маньчжурский) язык, введение в изучение китайского языка и историю Китая. И, наконец, с 1936 г. на Юридическом факультете работал Л. Г. Ульяницкий, окончивший Факультет Восточных языков, который вёл курсы сибиреведения, экономики и истории Японии вплоть до закрытия вуза.

## Деканы факультета
Первым деканом факультета был профессор Н. В. Устрялов. В конце 1920 года на посту декана его сменил профессор Н. И. Миролюбов. Осенью 1924 года деканом был избран В. А. Рязановский. Последний пробыл деканом до 1929 года. 2 марта 1929 года в исполнение обязанностей декана (но уже при ректоре Чжан Гочене) вступил профессор В. В. Энгельфельд. 30 января 1930 года В. В. Энгельфельд в заседании Совета профессоров «в виду болезненного его состояния заявил о своём отказе от должности декана». Совет, «выразив благодарность за его деятельность, постановил принять его отставку и поручить вступить в исполнение обязанностей декана профессору Н. И. Никифорову, а его заместителя — доценту А. А. Камкову и ходатайствовать перед китайской администрацией об утверждении их в означенных должностях».

## Итоги деятельности
25 января 1924 года состоялся выпуск первых шести студентов, благополучно окончивших полный курс юридического факультета. Всего с 1923 по 1937 гг. состоялось 117 сессий Испытательной комиссии. Юридический факультет окончили 297 дипломированных специалистов, из которых 169 чел. окончили юридическое отделение и 128 чел. — экономическое (коммерческий, восточно-экономический и железнодорожный выдали соответственно 60, 43 и 25 дипломов). Получили высшее образование на Юридическом Факультете 206 мужчин и 91 женщина.
Наибольшее количество студентов было в период расцвета юридического факультета в 1925—1929 годах. При этом число обучающихся на экономическом отделении было несколько большим, чем на юридическом отделении. Так, в 1925/1926 году на юридическом отделении было 250 студентов, на экономическом отделении 268 студентов. Всего через факультет прошло свыше 2600 студентов.
К числу наиболее выдающихся его выпускников можно отнести окончившего в 1923 году приват-доцента юридического факультета Н. Е. Эсперова, Е. Н. Рачинскую (1926 год) — впоследствии писательницу, поэтессу Н. С. Резникову (1929 год), К. В. Родзаевского, М. А. Матковского и других.
Юридический факультет Харбина постоянно отличался академическим качеством образования. Совет профессоров стремился поддерживать на факультете высокий уровень преподавания. Подобное созвездие педагогических кадров с огромным опытом исследовательской работы добилось и весомых научных результатов. Об этом говорят современные зарубежные и российские исследователи. Так М.Раев, американский историк, считает, что «уровень обучения и исследований столь высок, что вклад факультета в науку сохранил актуальность и по сей день». Раев М. Россия за рубежом. История культуры русской. эмиграции. 1919—1939.- М., 1994.-С.89)
Преподаватели Юридического факультета помещали свои работы во многих периодических изданиях Харбина, выпускали отдельные труды. Но основным изданием, публиковавшим их исследования, являлся журнал «Известия Юридического Факультета». Это был сугубо академический журнал. Всего с 1925 г. по 1937 г. вышло 12 томов «Известий…».
Постоянного редактора у журнала не было. В разные годы его редактировали Г. К. Гинс, Н. В. Устрялов, В. В. Энгельфельд и В. А. Рязановский. До 1928 г. «Известия…» выходили регулярно — по 1-2 тома в год. Всего было выпущено 8 томов. С 1928 г. по 1937 г. — только 4. Это зависело от наличия материальных средств: до 1928 г. Факультету выделялись большие средства от КВЖД (в 1925 г. бюджет Факультета составлял 170 тыс. зол. руб.), а с 1929 г. он должен был сам изыскивать деньги. Этим фактором объясняется и уменьшение общего объёма журнала. При этом приходилось изобретать способы, как собрать средства (пожертвования преподавателей, сборы от коммерческих объявлений, субсидии Биржевого комитета, устройство платного вечера-диспута).
По подсчётам М. А. Дорофеевой, «Известия Юридического Факультета» в целом содержали более 3800 стр. Из них на долю научных исследований приходилось не менее 3500 страниц. Всего было опубликовано 78 работ (в целом, 81 исследование, но одно из них присутствует в трёх томах). Из них 32, то есть более 40 %, были посвящены тем или иным проблемам востоковедения, в том числе 27 — Китаю и 5 — Монголии.
По мнению историографии, очень большую ценность в научном плане имеют труды юристов факультета по праву и законодательству народов Восточной Азии.
На Юридическом факультете происходил интенсивный культурный обмен. Он, как и прочие русские вузы и техникумы Харбина, принимал на обучение лиц других национальностей. Ещё в 1925 г. при факультете были созданы курсы для китайской молодёжи, где китайцы обучались русскому языку и русским юридическим терминам и после их окончания зачислялись на 1-й курс. Принцип открытости для китайской молодёжи высших учебных заведений, созданных в Северной Маньчжурии представителями русской интеллигенции, был заложен Юридическим факультетом и стал обязательным правилом для всех институтов Харбина.
За 17 лет высшее образование в стенах Юридического факультета получили 19 китайцев и маньчжур, 1 японец, 1 кореец и 1 германский подданный. Причём, дипломы заслуженно выдавались и лицам почтенного возраста китайской и маньчжурской национальности, занимавшие иногда высокое служебное положение.
Поэтому неслучайно, что именно Юридический факультет Харбина, созданный русской профессурой, дал жизнь Маньчжурскому юридическому факультету.